# Фраат I од Партије
Фраат I (грч. Φραάτης; пар. 𐭐𐭓𐭇𐭕 Frahāt) је био краљ Партије од око 176. до око 171. п. н. е.
Био је најстарији син Фријапатија, кога је и наследио на престолу Партије. Током своје владавине ратовао је против племена Марди и успео је да покори овај снажан народ. Недуго затим је умро, још увек врло млад. Оставио је иза себе неколико синова, које је оставио по страни, одабравши за свог наследика брата Митридата, за кога је сматрао да је комптенетнији да наследи престо.